# Saalfelden am Steinernen Meer
Saalfelden am Steinernen Meer é uma cidade da Áustria, situada no distrito de Zell am See, no estado de Salzburgo. Tem 118,46 km² de área e sua população em 2019 foi estimada em 16.820 habitantes.